# Počehova
Počehova – wieś w północno-wschodniej Słowenii, znajdująca się w gminie miejskiej Maribor, na północ od Mariboru.